# Malhaniya Gamharia
Malhaniya Gamharia – gaun wikas samiti we wschodniej części Nepalu w strefie Sagarmatha w dystrykcie Siraha. Według nepalskiego spisu powszechnego z 2001 roku liczył on 418 gospodarstw domowych i 2444 mieszkańców (1153 kobiet i 1291 mężczyzn).